# ارنست برادشاو
ارنست برادشاو (انگلیسی: Ernest Bradshaw؛ زادهٔ ۱۸۸۷) بازیکن فوتبال اهل بریتانیا است.
از باشگاه‌هایی که در آن بازی کرده‌است می‌توان به باشگاه فوتبال نلسون، باشگاه فوتبال پادیام، باشگاه فوتبال بلکبرن روورز، و باشگاه فوتبال برنلی اشاره کرد.